# 千家尊福

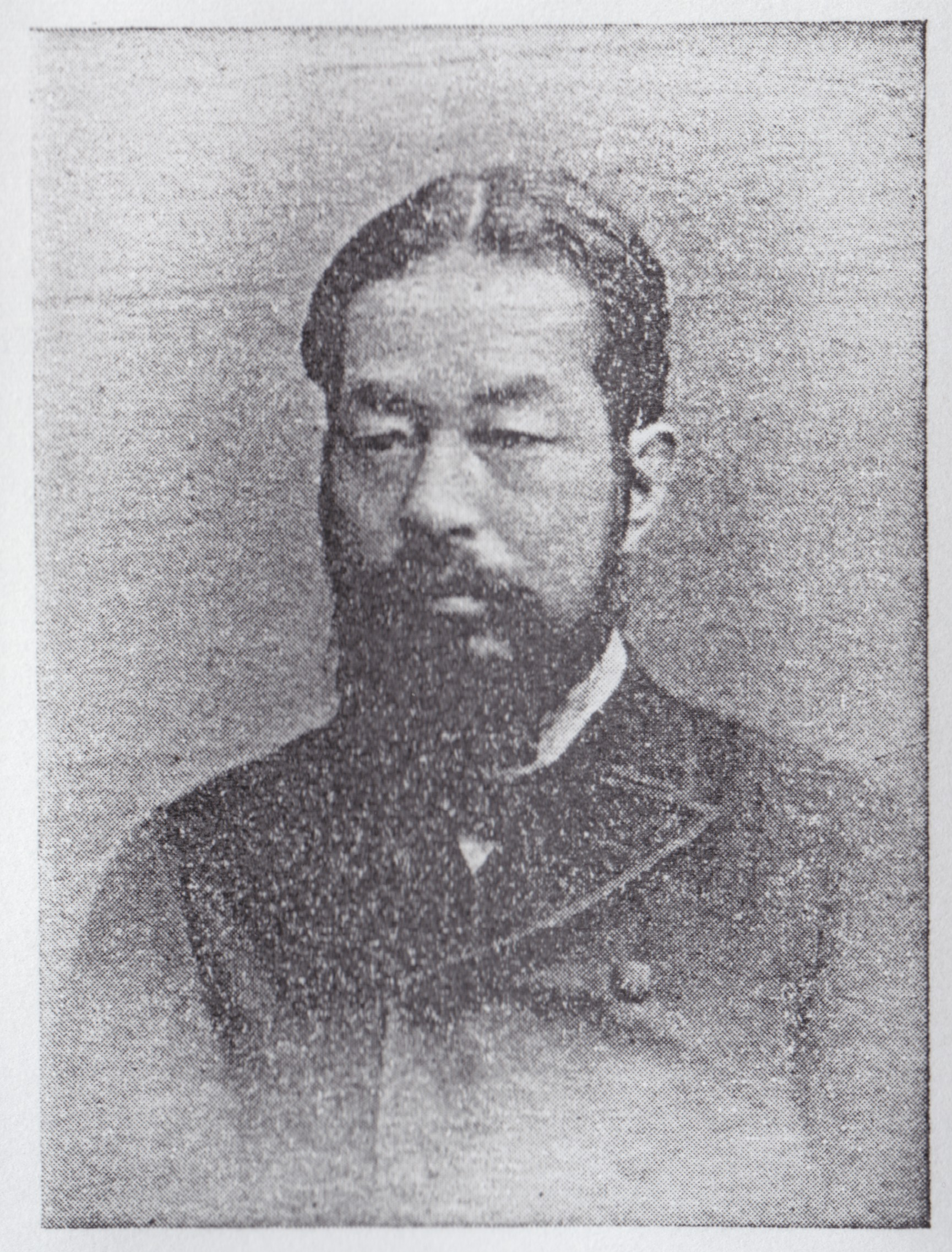
千家尊福

千家 尊福（せんげ たかとみ、弘化2年8月6日〈1845年9月7日〉 - 大正7年〈1918年〉1月3日）は、日本の宗教家、政治家。80代出雲国造、出雲大社宮司。神道大社教(1946年出雲大社教に改称)創立者で初代管長、元老院議官、貴族院議員、埼玉県知事（第4代）、静岡県知事（第4代）、東京府知事（第17代）、司法大臣（第14代）、東京鉄道株式会社社長などを歴任した。位階は従二位。勲等は勲一等。爵位は男爵。

## 概要
出雲大社の宮司を務める出雲国造家に生まれ、神道大社派を創始する。その後、神道大社教に改称し管長に就任するなど、教派神道たる出雲大社教の礎を築いた。元老院議官を経て、第1回貴族院男爵議員選挙にて貴族院議員に選出される。以来、連続4期に渡り貴族院議員を務めた。院内においては、木曜会を旗揚げするなど、精力的に活動した。また、埼玉県知事、静岡県知事、東京府知事を歴任したのち、第1次西園寺内閣にて司法大臣に就任した。
　

## 略歴
- 1845年8月 　第79代出雲国造千家尊澄の長男として生まれる
- 1872年11月　第80代出雲国造となる
- 1873年1月 　信仰団体「出雲大社敬神講」を組織する（同年、出雲大社教会と改称）
- 1876年5月 　出雲大社教院と改称
- 1878年1月　東京神田の神田神社内に、出雲大社教会東京出張所開設（後の出雲大社東京分祠）
- 1881年2月　神道事務局の祭神を決定する勅裁が下る（祭神論争の終結）
- 1882年5月　神官教導職分離令（神官の布教活動を禁止）により、国造職を弟の千家尊紀に譲って出雲大社宮司の職を辞す[4][5]。出雲大社教会を分立して宗教団体「神道大社派」(のち神道大社教)と改称し、初代管長職に就き、本格的な布教活動を始める[5]。
- 1883年7月　皇室へ御恩貸の請願
- 1888年6月　伊藤博文の推挙により元老院議官となり、管長職を辞す
- 1890年7月　貴族院議員となる
- 1893年8月　自ら作詞した「一月一日」が文部省唱歌として官報に告示される[6]
- 1894年1月　埼玉県知事に就任
- 1897年4月　静岡県知事に就任、7月に木曜会を結成。
- 1898年11月　東京府知事に就任
- 1908年3月　西園寺内閣の司法大臣に就任
- 1909年3月　東京鉄道会社社長に就任
- 1911年5月　東京商業会議所特別議員に就任
- 1918年1月 　死去、享年73。爵位は千家尊統（婿養子、実弟の千家尊紀の子）が継承。墓所は出雲市松林寺。

## 祭神論争

### 宣長と篤胤
本居宣長は、記紀をもとに「顕事（あらわごと）」と「幽事（かくりごと）」との対立軸を著し、「顕事」とは現世における世人の行う所業（＝頂点は天皇が行う政（まつりごと））であり、「幽事」とは目に見えない神の為せる事（＝統治するのは大国主神）であるとした。
平田篤胤は、宣長の顕幽論をさらに発展させ、顕界は有限の仮の世界であるのに対し、幽界は無限の真の世界であるとし、死者の魂は「幽冥界主宰神」である大国主神によって裁かれ、善なる霊魂は「天津国」へ、悪き霊魂は「夜見国」へ送られるとした。また、素盞嗚命は伊耶那岐命から国土の統治を任された善神であるとして、天照大神が善神であるのに対して、素盞嗚命は悪神であるとの従来の説を否定した。
宣長が出雲を重視しつつも、天照大神→天皇へと繋がる系譜（「天」・「顕」中心、「伊勢」中心）を重視したのに対し、篤胤は、素盞嗚命→大国主神へと繋がる系譜（「地」・「幽」中心、「出雲」中心）を重視した。篤胤の思想は幕末期を経て出雲関係者の中に浸透し、明治期の祭神論争に大きな影響を与えた。

### 国家神道の展開
- 1870年1月　大教宣布の詔
- 1871年5月　神職世襲制禁止の布告と同時に「官社以下定額及神宮職員規則等」の布告。
- 1871年7月　神祇官を神祇省に改組
- 1872年3月　神祇省廃止、教部省設置
- 1873年1月　大教院設立
- 1875年4月　大教院廃止、神道事務局設置
- 1877年6月　教部省廃止、内務省内に寺社局設置
- 1881年2月　宮中の祭神を定める勅裁が下される
- 1882年1月　神官が教導職に就くこと及び葬儀に関わることを禁ずる通達が出される（1884年より実施）

### 国家神道政策
明治政府は、王政復古・祭政一致の方針のもと、天皇を天照大神より続く万世一系の絶対的権威として国民教化を図るべく、国家神道の整備を進めていた。
1870年大教宣布の詔を発し、神祇官（のち神祇省に改組）がその中心を担った。祭祀と教化を担っていた神祇省は1872年に廃止され、祭祀については宮内省があたり、教化の機関として新たに教部省が設置された。教部省は国民教化を担う教導職を養成するべく、大教院を設置したが、神道・仏教間の対立や各宗派間の主導権争いによりうまく進まず、仏教側は大教院を離脱、神道側は新たに神道事務局を設立するなどし、大教院は廃止された。
　

### 伊勢派と出雲派の対立
神道事務局は、事務局の神殿における祭神として造化三神（天之御中主神、高御産巣日神、神産巣日神）と天照大神の四柱を祀ることとしたが、その中心を担っていたのは伊勢神宮大宮司の田中頼庸ら「伊勢派」の神官であった。これに対して尊福を中心とする「出雲派」は、「幽顕一如」を掲げ、祭神を大国主大神を加えた五柱にすべきとした。
「顕と幽、見える世界と見えざる世界、生と死、これら表裏一体である」として、「顕界」の主神たる天照大神と「幽界」の主神たる大国主神を同じく祀るよう主張する出雲派に対し、伊勢派は、天照大神は顕幽両界を支配する「天地大主宰」であり、他の神々はその臣下にすぎないと主張するなど、両派は真っ向から対立。果てには、「出雲派が神代より続く積年の宿怨を晴らさんとしている」「皇室に不逞な心を持っている千家尊福を誅殺すべし」など、様々な風説が飛び交った。
出雲派の主張は多くの神道者・国学者から支持を得、また伊勢派の多い神道事務局内にも尊福を支持するものが出るなど、形勢は出雲派に傾きつつあった。危機感を抱いた伊勢派は、内務省や宮内省などに働きかけ、勅裁を得るべく工作を図った。その結果、1881年2月に開かれた「神道大会議」で、「神道事務局においては、宮中斉祭所に奉斎される天神地祇、賢所、歴代天皇の御霊を遙拝する」という勅裁が下され、これにより祭神論争は伊勢派の勝利として決着をみることとなった。　

### 出雲大社教の設立
尊福は勅裁を受け入れたが、同時に国家神道とは宗教的見解に基本的相違が存在することを知り、神道事務局から独立した形での教化活動を進めねばならないと考えた。1882年に神官が教導職に就くことを禁ずる通達が出たこともあり、尊福は出雲大社教会を独立して「神道大社派」を設立。国造職を弟の尊紀に譲り、自らは管長として精力的に全国を歴訪し、布教に専念した。
　

## 「一月一日」
（作詞：千家尊福／作曲：上真行）
年の始めの　例（ためし）とて
終りなき世の　めでたさを
松竹（まつたけ）たてて　門(かど)ごとに
祝（いお）う今日（きょう）こそ　楽しけれ
初日の光　さし出でて
四方(よも)に輝く　今朝の空
君がみかげに　比（たぐ）えつつ
仰ぎ見るこそ　尊とけれ

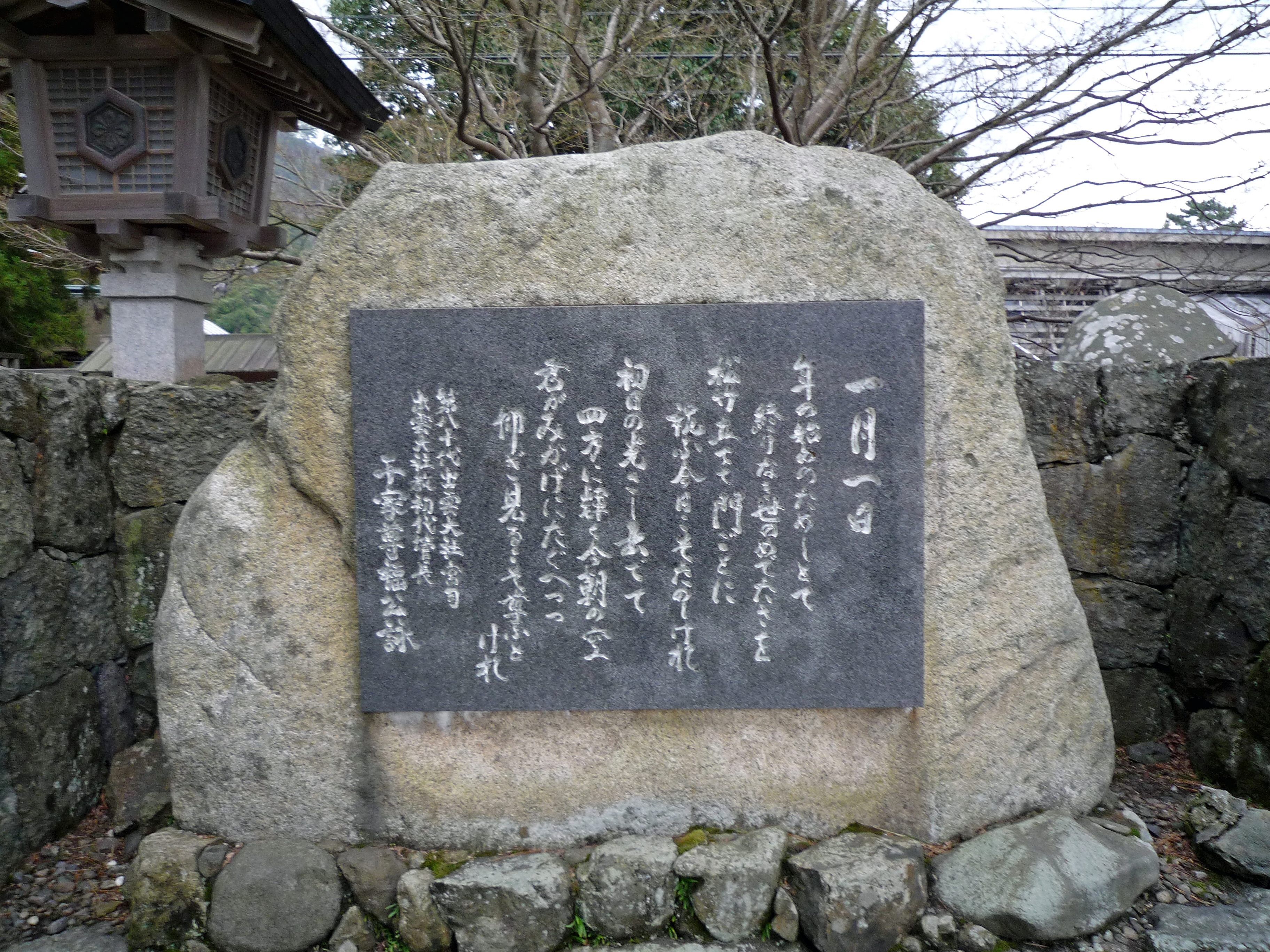
出雲大社に建立された『一月一日』の歌碑

※ 二番については、当初「初日の光　明(あきら)けく 治まる御代の　今朝の空」と、元号の「明治」に掛けた歌詞であったが、大正に改元されたのにともない、同2年に現在の歌詞となった。
※ 出雲大社神楽殿の東側には「一月一日」の歌碑が建っている。

## 家族・親族
千家家は北島家と並び、代々の当主が出雲国造を務めてきた。出雲大社の宮司や出雲大社教の管長をはじめ、千家家は多くの神職を輩出している。明治に入ると華族に列せられ、1884年には尊福が男爵に叙されている。
- 伏原宣明（義祖父） - 儒学者。尊福の妻・俊子（1851年生）の父方祖父。俊子の兄に伏原宣足、姉の夫に木下俊愿。
- 千家尊澄（父、1816-1878） - 千家当主(79代出雲国造)。妻の婦美子は広橋光成の五女。
- 千家尊紀（弟、1860-1911） - 千家当主(81代出雲国造)。妻の淑子は松平忠和 (島原藩主)長女（庶子）。子は庶子を含め10人以上おり、長男の千家尊統（1885年生）は尊福の五女・一子を妻とし千家当主(82代出雲国造)を継ぐ。五男の千家尊宣（1898年生）は尊福の庶子・厚子（1902年生）の夫。長女の勇子（1892年生）は清岡真彦(清岡公張四男)の妻、庶子の義子（1900年生）は稲川次郎（杉山岩三郎弟）、庶子の千代子（1908年生）は松平忠諒（義母の父松平忠和の孫）の妻となった。[7][8]
- 千家元麿（長男、庶子） - 詩人。尊福の子は庶子も含め十数人おり、庶子の生母はすべて小川豊（登代）と記録されている[9][10]。豊は両国の料亭「青柳」の娘で、梅崖の号を持つ画家でもあった[10]。
- 千家鯱丸（三男、庶子） - 第二代出雲大社教管長・千家尊愛の養子に出す予定だったが、1913年（大正2年）4月10日、19歳で玉突き屋の女性山本しづ17歳と新橋行貨物列車に飛び込み心中し世間を騒がせた[11]。
- 千家哲麿（六男、後に親族・千家忠へ養子） - 厚生省（現厚生労働省）官僚(国立公園運営担当)、造園家
- 千家紀彦（孫） - ジャーナリスト、作家。厚子（尊福庶子）と千家尊宣（尊紀五男）の子。
- 千家国麿（玄孫） - 神職。出雲国造84代・千家尊祐の長男。
- 毛利元忠（二女国子の夫） - 子爵[8]
- 北岡鶴松（三女信子の夫） - 実業家[9]
- 尾崎洵盛（四女多嘉子の夫） - 陶磁器研究家[8]
- 藤井厚二（庶子壽子の夫） - 建築家[8]
- 菅原太郎（庶子極子の夫） - 演劇研究家[8]
- 藤波言忠（妹奈保子の夫） - 子爵[8]
- 吉川経健（妹喜佐子の夫） - 子爵[8]

## 栄典・受章・受賞
位階
- 1884年（明治17年）9月20日 - 従三位[12]
- 1900年（明治33年）9月21日 - 正三位[13]
- 1916年（大正5年）8月10日 - 従二位[14]
- 1918年（大正7年）1月3日 - 正二位[15]

勲章等
- 1884年（明治17年）7月8日 - 男爵[16]
- 1889年（明治22年）11月25日 - 大日本帝国憲法発布記念章[17]
- 1898年（明治31年）6月28日 - 勲三等瑞宝章[18]
- 1906年（明治39年）4月1日 - 勲一等旭日大綬章[19]・明治三十七八年従軍記章[20]
- 1915年（大正4年）11月10日 - 大礼記念章（大正）[21]

外国勲章佩用允許
- 1906年（明治39年）3月23日 - イギリス帝国：ロイヤル・ヴィクトリア勲章コマンダー[22]